# Brut Sans Année
Le Brut Sans Année, ou “BSA”, est le type de champagne le plus vendu.
Les maisons de champagne produisent toutes des champagnes différents qui se distinguent les uns des autres par les raisins choisis, la fermentation, l'assemblage, l'élevage et le dosage. 
Ce dosage, c'est-à-dire la quantité de sucre en grammes par litre de champagne, est ajouté à la bouteille après le dégorgement dans la liqueur d'expédition. Pas plus de 15 grammes de sucre par litre peuvent être ajoutés à un brut. Par exemple, le Brut Sans Année de Krug, le Krug Grande Cuvée, fait 8½ grammes. En 1998, c'était 15 grammes pour Lanson. Cette année-là, la plupart des maisons optaient pour un dosage compris entre 12 et 14 grammes.
Les “BSA” représentent 80 à 95 % du chiffre d'affaires des grandes maisons de champagne. La bouteille est aussi la carte de visite de la maison. Un savoir-faire artisanal est nécessaire pour produire un solide Brut Sans Année, qui est souvent un assemblage de vins de dizaines de communes et complété par les réserves des années précédentes. 
Dans une grande maison de champagne, il est attendu que le “BSA” soit de bonne qualité chaque année, mais il faut également que le client reconnaisse le style de la maison. Ce n'est pas facile avec un produit naturel comme le vin, qui dépend de la météo pendant la floraison, la croissance et la récolte. Une qualité constante ne peut être délivrée que lorsqu'une maison de champagne a conservé dans ses caves une importante réserve de vins des années précédentes. Un producteur peut masquer les défauts d'un mauvais champagne en ajoutant beaucoup de sucre. Cependant, cette option n'existe pas avec le “BSA”.
Le vin le plus prestigieux et aussi le plus cher d'une maison de champagne s'appelle une cuvée de prestige.